# Mein Herz brennt
"Mein Herz brennt" é um single da banda alemã Rammstein. A música é a primeira do álbum Mutter, de 2001. Sendo a única música no álbum que, no momento do lançamento, não havia sido lançado como um single ou um videoclipe. O single foi lançado em 7 de dezembro de 2012 para promover o álbum de vídeo Videos 1995-2012.  Uma versão de piano da música também está incluída neste single.

## Letra
As letras da música envolvem um narrador descrevendo os terrores dos pesadelos. A linha de abertura da introdução e refrão da música ("Nun, liebe Kinder, gebt fein Acht... Ich habe euch etwas mitgebracht", que significa "Agora, queridas crianças, prestem atenção... Eu trouxe algo para vocês") é retirado do programa de TV infantil alemão Sandmännchen ("Sr. Sandman"), que apresentavam crianças com histórias para dormir. O narrador da música aparece como uma versão obscura do personagem.

## Vídeo
Dois vídeos separados foram produzidos para "Mein Herz brennt", uma para a versão original e outra para a versão piano. Ambos foram filmados no banheiro principal do hospital psiquiátrico de Beelitz-Heilstätten, e foi dirigido por Zoran Bihać, que anteriormente dirigiu os videos de "Links 2-3-4", "Mein Teil" e "Rosenrot". Bihać descreveu a relação entre os dois vídeos como "Yin e Yang", com a versão piano sendo o último lado.
O videoclipe da versão em piano da música estreou em 7 de dezembro de 2012 no Vimeo. O vídeo mostra Till Lindemann usando um vestido preto, enquanto também usava pintura facial preta e branca. O banheiro inteiro é iluminado em vermelho claro, e no centro há uma piscina em forma de "T", que emite luz. O vídeo consiste em closes de Till cantando atrás da piscina, até o segundo verso começar, onde ele começa a caminhar até os degraus da piscina. Quando a música se encerra, Till entra nela e sua luz desaparece. O videoclipe da versão para piano é o primeiro vídeo desde o de "Mutter" a mostrar apenas Till.
O vídeo da versão original foi lançado em 14 de dezembro. Neste vídeo, o personagem do Sandman é interpretado por Melanie Gaydos. Ela aparece pela primeira vez para Richard Z. Kruspe, observando-o dormir, provocando pesadelos e enviando-o para um estado de agonia. Enquanto isso, Till aterroriza o complexo de Beelitz-Heilstätten, que atua como orfanato. Ele seqüestra os órfãos e os coloca em uma gaiola localizada no banheiro principal. Uma diretora tenta defender as crianças com uma espingarda, mas Till domina ela. A diretora aparece no vídeo tanto jovem (interpretada por Viktorija Bojarskaja) e idosa (Anna von Rüden), enquanto Till continua com a mesma idade, indicando a imortalidade e habilidades paranormais.
Ao proteger os órfãos, Till toma uma forma grotesca e semelhante a um inseto, com uma cabeça e a dedos alongados. As crianças são usadas em vários exames e cirurgias com o resto da banda que interpreta os médicos. A diretora também é vista a ajudá-los em sua forma mais jovem. Em uma das cirurgias mostra as lágrimas de uma das crianças sendo extraídas através de uma seringa, que é então vaginalmente injetada pelo sandman. O Sandman também está sujeito a exames pelos médicos, como Paul Landers, que é visto dando-lhe um exame ginecológico. Ela mais tarde entra em um vestido protegendo duas crianças pequenas, possivelmente indicando que as lágrimas estão envolvidas em uma forma de fertilização in vitro. Enquanto Till está afastado do banheiro principal, as crianças (retratadas pelo resto da banda como adultos desgrenhados) escapam de sua gaiola e do orfanato. Till arranca e come o seu próprio coração enquanto o complexo de Heilstätten é engolido em chamas. O vídeo termina com os libertados se afastando do edifício, enquanto o refrão da versão piano toca ao fundo, sinalizando o vídeo da versão do piano como uma sequência.

## Faixas

### CD
| N.º            | Título                                  | Duração |  |
| 1.             | "Mein Herz brennt" (Piano Version)      | 4:31    |  |
| 2.             | "Gib mir deine augen"                   | 3:44    |  |
| 3.             | "Mein Herz brennt" (Video Edit)         | 4:18    |  |
| 4.             | "Mein Herz brennt" (Boys Noize RMX)     | 5:00    |  |
| 5.             | "Mein Herz brennt" (Piano Instrumental) | 4:31    |  |
| Duração total: | Duração total:                          | 22:04   |  |

### Edição exclusiva do iTunes
| N.º            | Título                                   | Duração |  |
| 1.             | "Mein Herz brennt" (Piano Version)       | 4:31    |  |
| 2.             | "Gib mir deine augen"                    | 3:44    |  |
| 3.             | "Mein Herz brennt" (Video Edit)          | 4:18    |  |
| 4.             | "Mein Herz brennt" (Boys Noize RMX)      | 5:00    |  |
| 5.             | "Mein Herz brennt" (Piano Instrumental)  | 4:31    |  |
| 6.             | "Mein Herz brennt" (Turntablerocker RMX) | 5:23    |  |
| Duração total: | Duração total:                           | 27:27   |  |

### Vinil 7"
| N.º            | Título                             | Duração |  |
| 1.             | "Mein Herz brennt" (Piano Version) | 4:31    |  |
| 2.             | "Gib mir deine augen"              | 3:44    |  |
| Duração total: | Duração total:                     | 8:15    |  |

## Desempenho nas paradas
| Paradas (2012)                  | Posição |
| ------------------------------- | ------- |
| Alemanha (German Singles Chart) | 7       |
| Hungria (Rádiós Top 40)         | 7       |